# СФК Моравац
СФК Моравац је бивши српски фудбалски клуб из Предејана код Лесковца. Такмичио се у Српској лиги Исток, трећем такмичарском нивоу српског фудбала. Клуб је основан 1932. године.
Клуб је у сезони 2012/13. заузео прво место у Нишкој зони и пласирао се у виши ранг, Српску лигу Исток. 

## Новији резултати
| Сезона   | Ранг | Лига                                  | Позиција | ИГ | Д  | Н | П  | ГД | ГП | ГР  | Бод | Куп                  |
| -------- | ---- | ------------------------------------- | -------- | -- | -- | - | -- | -- | -- | --- | --- | -------------------- |
| 2010/11. | 5    | Јабланичка окружна лига - група Исток | 2.       | 26 | 20 | 5 | 1  | 70 | 18 | +52 | 65  | Није се квалификовао |
| 2011/12. | 4    | Нишка зона                            | 4.       | 30 | 15 | 4 | 11 | 57 | 45 | +12 | 49  | Није се квалификовао |
| 2012/13. | 4    | Нишка зона                            | 1.       | 32 | 22 | 4 | 4  | 81 | 19 | +62 | 70  | Није се квалификовао |
| 2013/14. | 3    | Српска лига Исток                     | -        | -  | -  | - | -  | -  | -  | -   | -   | Није се квалификовао |